# O! Ela
O! Ela – debiutancki album zespołu Chłopcy z Placu Broni wydany w 1990 roku nakładem wytwórni Polton.
Nagrań dokonano w dniach 3 stycznia – 17 lutego 1990 w Studiu Andrzeja Puczyńskiego w Izabelinie. Reżyser dźwięku Andrzej Puczyński. Muzykę i teksty napisał Bogdan Łyszkiewicz z wyjątkiem „Chory kraj” muz. Paweł Nazimek i Marek Siegmund, „Chwalcie potęgę pieniądza” tekst Wiesław Dymny.

## Lista utworów
źródło:
| Nr  | Tytuł utworu                        | Długość |
| --- | ----------------------------------- | ------- |
| 1.  | „Szukałem ciebie”                   | 4:34    |
| 2.  | „To koniec”                         | 3:51    |
| 3.  | „Kocham ją”                         | 3:23    |
| 4.  | „Kiedy już będę dobrym człowiekiem” | 3:33    |
| 5.  | „Wczoraj”                           | 2:14    |
| 6.  | „Chory kraj”                        | 3:23    |
| 7.  | „Piosenka dla ciebie”               | 3:58    |
| 8.  | „Jestem niewolnikiem”               | 4:40    |
| 9.  | „Nasz nowy hymn”                    | 3:41    |
| 10. | „Kocham wolność”                    | 3:22    |
| 11. | „Chwalcie potęgę pieniądza”         | 2:42    |
| 12. | „The Beatles”                       | 3:22    |
|     |                                     | 42:43   |

## Twórcy
źródło:.
- Bogdan Łyszkiewicz – śpiew
- Paweł Nazimek – gitara basowa, gitara, syntezatory, tamburyn
- Marek Siegmund – gitara, gitara akustyczna
- Krzysztof Zawadka – gitara akustyczna, gitara basowa, bongosy, chórki
- Wojciech Namaczyński – perkusja